# Élections municipales de 1959 dans l'Ardèche
Les élections municipales françaises de 1959 ont eu lieu le 8 et 15 mars 1959. Le département de l'Ardèche comptait 339 communes, dont 11 de plus de 3 500 habitants où les conseillers municipaux étaient élus selon un scrutin de liste avec représentation proportionnelle.

## Maires élus
Les maires élus à la suite des élections municipales dans les communes de plus de 3 000 habitants :
| Communes            | Population | Maire élu en 1953  | Parti | Parti          | Maire élu            | Parti | Parti   |
| ------------------- | ---------- | ------------------ | ----- | -------------- | -------------------- | ----- | ------- |
| Annonay             | 17 000     | Daniel Aimé        |       | SFIO           | Fernand Duchier      |       | MRP     |
| Aubenas             | 8 900      | Marcel Molle       |       | MRP            | Marcel Molle         |       | MRP     |
| Bourg-Saint-Andéol  | 4 000      | Pierre Piéri       |       | DVG            | Pierre Piéri         |       | UNR     |
| Guilherand-Granges  | 3 500      | Marcel Coulet      |       | SFIO           | Marcel Coulet        |       | SFIO    |
| Privas              | 8 200      | Charles Gounon     |       | Radical        | Charles Gounon       |       | Radical |
| Saint-Péray         | 3 000      | Marc Bouvat        |       | Radical        | Marc Bouvat          |       | Radical |
| Le Teil             | 8 150      | Joseph Thibon      |       | PCF            | René Montérémal      |       | PCF     |
| Tournon-sur-Rhône   | 6 800      | Camille Arnaud     |       | Radical        | Louis Roche-Defrance |       | CNIP    |
| Vals-les-Bains      | 3 860      | Paul Ribeyre       |       | CNIP           | Paul Ribeyre         |       | CNIP    |
| Viviers (Ardèche)   | 3 450      | Raymond Greffe     |       | Sans étiquette | Jean Joffre          |       | MRP     |
| La Voulte-sur-Rhône | 4 800      | Guy Baboin-Jaubert |       | SFIO           | Guy Baboin-Jaubert   |       | SFIO    |

### Annonay
| Tête de liste   | Tête de liste | Parti    | 1er tour | 1er tour | 2d tour | 2d tour | 2d tour |
| Tête de liste   | Tête de liste | Parti    | Voix     | %        | Voix    | %       | Sièges  |
| --------------- | ------------- | -------- | -------- | -------- | ------- | ------- | ------- |
| Fernand Duchier |               | CNIP-MRP | 3693     | 49,60    | 4 004   | 51,76   | 24      |
| Daniel Aimé     |               | SFIO     | 1935     | 25,99    | 3732    | 48,24   | 3       |
| Joannès Verdier |               | PCF      | 1817     | 24,41    | 3732    | 48,24   | 3       |

### Aubenas
| Tête de liste  | Tête de liste | Parti | 1er tour | 1er tour | 1er tour |
| Tête de liste  | Tête de liste | Parti | Voix     | %        | Sièges   |
| -------------- | ------------- | ----- | -------- | -------- | -------- |
| Marcel Molle   |               | MRP   | 2 813    | 73,93    | 23       |
| Pierre Laporte |               | PCF   | 992      | 26,07    | 0        |

### Chomérac
| Tête de liste  | Tête de liste | Parti        | 1er tour | 1er tour | 1er tour |
| Tête de liste  | Tête de liste | Parti        | Voix     | %        | Sièges   |
| -------------- | ------------- | ------------ | -------- | -------- | -------- |
| André Chareyre |               | CNIP         | 475      | 59,01    | 15       |
| André Bénévèse |               | Indépendants | 330      | 40,99    | 0        |

### Privas
| Tête de liste   | Tête de liste | Parti            | 1er tour | 1er tour | 1er tour |
| Tête de liste   | Tête de liste | Parti            | Voix     | %        | Sièges   |
| --------------- | ------------- | ---------------- | -------- | -------- | -------- |
| Charles Gounon  |               | Radical-DVD-SFIO | 1 666    | 63,61    | 22       |
| Émile Toussaint |               | Indépendants     | 953      | 36,39    | 1        |

### Le Teil
| Tête de liste   | Tête de liste | Parti            | 1er tour | 1er tour | 1er tour |
| Tête de liste   | Tête de liste | Parti            | Voix     | %        | Sièges   |
| --------------- | ------------- | ---------------- | -------- | -------- | -------- |
| René Montérémal |               | PCF              | 2 235    | 51,55    | 21       |
| Paul Avon       |               | SFIO-Radical-DVD | 2101     | 48,45    | 2        |

### Vals-les-Bains

#### Résultats
- Premier tour

| Tête de liste  | Tête de liste | Parti        | 1er tour | 1er tour | 1er tour |
| Tête de liste  | Tête de liste | Parti        | Voix     | %        | Sièges   |
| -------------- | ------------- | ------------ | -------- | -------- | -------- |
| Paul Ribeyre   |               | CNIP         | 1 433    | 67,79    | 23       |
| Henri Auriolle |               | Indépendants | 681      | 32,21    | 0        |

## Analyse
Les seules surprises sont les défaites de Daniel Aimé à Annonay qui est battu de peu par l'industriel Fernand Duchier et de Raymond Greffe à Viviers après douze ans de gestion sur la cité vivaroise. Grande stabilité dans le département avec des réélections faciles pour Charles Gounon à Privas, Marcel Molle à Aubenas, Paul Ribeyre sur Vals et à noter la réélection inespéré de René Montérémal au Teil face au socialiste Paul Avon qui réussit à faire battre la première adjointe sortante. À noter le retour d'André Chareyre au fauteuil de maire à Chomérac.